# 20 Days in Mariupol
20 Days in Mariupol (Oekraïens: 20 днів у Маріуполі) is een Oekraïense documentaire uit 2023, geregisseerd door oorlogsjournalist Mstyslav Chernov. 

## Verhaal
De film vertelt het verhaal van de twintig dagen waarin Chernov vastzat in Marioepol tijdens de Slag om Marioepol, een cruciale strijd tijdens de Russische invasie van Oekraïne. Met het verzamelde beeldmateriaal heeft Chernov, met de hulp van de Associated Press en het Amerikaanse nieuwsprogramma Frontline, de film samengesteld. De première vond plaats op het Sundance Film Festival, waar het de prijs won voor de beste internationale documentaire.

## Release en ontvangst
20 Days in Mariupol ging op 20 januari 2023 in première op het Sundance Film Festival waar hij de Audience Award won in de World Cinema Documentary-categorie. De film boekte aanzienlijk succes in Oekraïne, waar het de best bezochte documentaire ooit werd. In de Verenigde Staten werd de film na een korte bioscoopvertoning uitgezonden op PBS als onderdeel van het nieuwsprogramma Frontline. De film veroorzaakte ook enige controverse; hij werd teruggetrokken uit een filmfestival in Belgrado nadat een lid van de Servische Radicale Partij bezwaar had gemaakt, bewerend dat de film "anti-Russische propaganda" was.
De film werd geselecteerd als Oekraïense inzending voor de beste niet-Engelstalige film voor de 96ste Oscaruitreiking en kwam in december 2023 op de shortlist. De film kreeg positieve kritieken van de filmcritici, met een score van 100% op Rotten Tomatoes, gebaseerd op 59 beoordelingen.

## Prijzen en nominaties
De belangrijkste:
| Jaar | Prijs                            | Categorie                         | Genomineerde(n)              | Uitslag       |
| ---- | -------------------------------- | --------------------------------- | ---------------------------- | ------------- |
| 2024 | Academy Awards (Oscars)          | Beste documentaire                | Beste documentaire           | Gewonnen      |
| 2024 | Directors Guild of America Award | Beste regie voor een documentaire | Mstyslav Chernov             | In afwachting |
| 2024 | British Academy Film Awards      | Beste niet-Engelstalige film      | Beste niet-Engelstalige film | Genomineerd   |
| 2024 | British Academy Film Awards      | Beste documentaire                | Beste documentaire           | Gewonnen      |